# Jack Dalton
Jack Dalton is een personage uit de Amerikaanse actieserie MacGyver. Ondanks het matige contact dat de twee na de middelbare school houden, is Dalton een van MacGyvers beste vrienden.

## Biografie
Jack Dalton Jr. werd geboren op 3 februari 1951 in het militaire hospitaal in Lakeland. Vier weken voor zijn geboorte werd zijn vader, Jack Dalton Sr., tijdens de Koreaanse Oorlog boven Gimpo neergeschoten. Zijn vader werd postuum onderscheiden met een Distinguished Flying Cross. Zijn moeder, Francine Layland-Dalton, was pas 17 tijdens de geboorte en besloot Dalton af te staan ter adoptie. Dalton groeide vervolgens op in Mission City in Minnesota waar hij Angus MacGyver op de middelbare school leerde kennen. Na de middelbare school ging hij samen met een vriend (Mike Forester) op een reis door Europa. Na deze reis verhuisde hij naar Californië (vermoedelijk doordat MacGyver daarheen verhuisd was in de tussentijd) en begon daar verschillende bedrijven waaronder een taxicentrale, vlieg-in-de-nacht luchtvaartmaatschappij, de Jack-Be-Quick Messenger Service en Dalton Air. Al deze bedrijven werden opgericht met het oog op even snel geld verdienen. Iets wat altijd mislukt en waarmee hij MacGyver elke keer in de problemen brengt.
Tot 1988 wist Dalton niets over zijn ouders totdat ene Sam Greer, een goede vriend van zijn vader, pakketjes begon te versturen naar Dalton met persoonlijke spullen van zijn vader. Al die pakketjes leidde ertoe dat in januari 1989 Dalton contact wist te krijgen met zijn biologische moeder. Een van Daltons exvriendinnen vernoemde haar zoon naar hem in de hoop dat het kind zou opgroeien met dezelfde kwaliteiten die zij in hem zag.

## Kenmerken
Dalton kan makkelijk herkend worden doordat hij altijd een vliegerniers combination cap draagt. MacGyver ziet altijd wanneer Dalton een leugen vertelt doordat Dalton altijd zenuwachtig met zijn linkeroog begint te knipperen.